# Il sole nella pioggia
| Recensione | Giudizio       |
| ---------- | -------------- |
| Ondarock   | Pietra miliare |

Il sole nella pioggia è l'undicesimo album in studio di Alice, pubblicato nel 1989.

## Descrizione
Una particolarità riguarda la canzone Anín a grîs, il cui testo in lingua friulana di Maria Di Gleria e la musica di Marco Liverani hanno vinto la prima edizione del "Premi Friul" nel 1988. Il disco contiene inoltre la cover di Eugenio Finardi Le ragazze di Osaka e un duetto col cantante inglese Peter Hammill, leader della band progressive rock Van der Graaf Generator. Visioni é il primo singolo estratto, cui farà seguito la titletrack Il sole nella pioggia.

## Tracce
1. Il sole nella pioggia (Camisasca) - 5:03
2. Cieli del nord (Alice, Liverani) - 4:51
3. Visioni (Camisasca) - 4:35
4. Tempo senza tempo (Camisasca-Liverani) - 4:05
5. Le ragazze di Osaka (Messina, Finardi) - 4:06
6. Orléans (Traditional arr. David Crosby) - 1:39
7. Anín a grîs (Di Gleria, Liverani) - 3:37
8. L'era del mito (Camisasca) - 4:33
9. Le baccanti (Camisasca) - 5:05
10. Now and forever (duet with Peter Hammill) (Hammill) - 5:05

## Formazione
- Alice – voce, tastiera
- Steve Jansen – Batteria , percussioni, tastiere
- Peter Hammill –  voce, tastiera, arrangiamento Now and Forever
- Pino Pischetola – batteria elettronica, programmazioni
- Marco Liverani – archi campionati , programmazione percussioni
- Dave Gregory – chitarra
- Francesco Messina – tastiera, programmazione percussioni
- Marco Guarnerio – tastiera, programmazione , programmazione tastiere, chitarre
- Ian Maidman – basso, tastiera, chitarra
- Stefano Cerri – basso
- Roberto Baldi – tastiera, basso Prophet
- Richard Barbieri – tastiera, programmazione tastiera
- Paolo Fresu – tromba
- Jon Hassell –  tromba
- Franz Backmann – flicorno
- Gilson Silveira - percussioni
- Nino Lali Piccoli - Tablas solo
- Kudsi Erguner - flauto Ney